# Sillans
Pour les articles homonymes, voir Sillans (homonymie).
Sillans [silɑ̃] est une commune française située dans le département de l'Isère, en région Auvergne-Rhône-Alpes.
Positionnée entre la plaine de la Bièvre et le plateau de Chambaran, en moyenne altitude (environ 400 m), la commune est rattachée à la communauté de communes Bièvre Isère.

## Géographie

### Situation et description
La commune de Sillans est située dans le département de l'Isère et plus précisément dans la plaine de la Bièvre à environ 35 km au nord ouest de Grenoble. Elle est située entre Saint-Étienne-de-Saint-Geoirs et Izeaux et entre Le Grand-Lemps et Plan. Le nord du village est essentiellement constitué de terres agricoles.

### Communes limitrophes
| La Frette                     | Bévenais | Le Grand-Lemps |
| Saint-Etienne-de-Saint-Geoirs | Sillans  | Izeaux         |
|                               | Plan     |                |

### Climat
Pour des articles plus généraux, voir Climat d'Auvergne-Rhône-Alpes et Climat de l'Isère.
En 2010, le climat de la commune est de type climat des marges montargnardes, selon une étude du Centre national de la recherche scientifique s'appuyant sur une série de données couvrant la période 1971-2000. En 2020, Météo-France publie une typologie des climats de la France métropolitaine dans laquelle la commune est exposée à un climat de montagne ou de marges de montagne et est dans la région climatique  Alpes du nord, caractérisée par une pluviométrie annuelle de 1 200 à 1 500 mm, irrégulièrement répartie en été. 
Pour la période 1971-2000, la température annuelle moyenne est de 10,9 °C, avec une amplitude thermique annuelle de 17,5 °C. Le cumul annuel moyen de précipitations est de 1 064 mm, avec 9,6 jours de précipitations en janvier et 6,5 jours en juillet. Pour la période 1991-2020, la température moyenne annuelle observée sur la station météorologique de Météo-France la plus proche, « Grenoble-Saint-Geoirs », sur la commune de Saint-Étienne-de-Saint-Geoirs à 3 km à vol d'oiseau, est de 11,5 °C et le cumul annuel moyen de précipitations est de 915,1 mm,. Pour l'avenir, les paramètres climatiques de la commune estimés pour 2050 selon différents scénarios d'émission de gaz à effet de serre sont consultables sur un site dédié publié par Météo-France en novembre 2022.

### Hydrographie
Le sud du village est bordé par la rivière La Ravageuse qui traverse les marais puis les prairies.

### Voies de communication et transports

#### Voies routières
Le village de Sillans est situé sur la D 519 reliant Beaucroissant à Chanas et Grenoble à Annonay.
Par cette route on accède à Saint-Étienne-de-Saint-Geoirs à l'ouest et à Izeaux à l'est.
Cette route est déviée de son trafic par l'Axe de Bièvre (D 119) créé en 2005 et ouvert en totalité en 2x 2 voies de Rives à Brezins.
Il existe une route, la D 154b, qui permet de relier Sillans au village de Plan, et une route qui rejoint Le Grand-Lemps par la plaine de Bièvre. Une route secondaire qui rejoint Izeaux et qui se poursuit jusqu'à Beaucroissant est utile pour les cyclistes fuyant le trafic de la départementale. Une voie, non goudronnée,  mène aussi à Saint-Étienne-de-Saint-Geoirs à l'ouest.
Sillans est située à 10 km de l'échangeur 9 (Rives) de l'autoroute A48 qui relie Lyon et Bourgoin-Jallieu à Grenoble.
Elle se situe à environ 30 km de Saint-Marcellin, par le Col de Toutes-Aures, afin de rejoindre l'autoroute A49 et le sud de la France.

#### Transports publics
- Deux lignes Cars Région desservent Sillans en 4 arrêts : Les Blaches, La Bascule, La Poste, Riccardi. Ce sont les lignes T50 (Beaurepaire ↔ Moirans ↔ Grenoble) et T55 (La Côte-Saint-André ↔ Saint-Étienne-de-Saint-Geoirs ↔ Voiron).

- La ligne express Cars Région X08 (Beaurepaire ↔ Grenoble) est accessible à partir de parkings relais à Saint-Étienne de Saint-Geoirs (Parking relais Mandrin) et à l'entrée "Rives" de l'autoroute A48 (Parking relais Bièvre-Dauphiné, à 25 min de Grenoble).

- Une ligne scolaire Cars Région, CSA05, dessert Saint-Étienne de Saint-Geoirs et La Côte Saint-André.

- La gare la plus proche est celle de Rives à environ 10 km. Elle propose des dessertes fréquentes vers Grenoble. Pour rallier la gare de Lyon-Part-Dieu il faut se rendre soit à Voiron à 20 km soit à Bourgoin-Jallieu à 35 km, et pour se rendre à la gare de Valence TGV vers le sud, il faut aller à Tullins à 14 km ou à Moirans à 20 km. La voie ferrée qui reliait Grenoble à Saint-Rambert-d'Albon, au nord du village, n'est pas déclassée mais est inutilisée depuis de nombreuses années.

- À proximité de Sillans, la commune de Saint-Étienne-de-Saint-Geoirs accueille l'aéroport international de Grenoble-Isère, qui propose des liaisons principalement à destination de villes européennes en particulier en hiver à l'aide de 18 compagnies aériennes. Sillans est peu dérangée par les nuisances sonores engendrées.

## Urbanisme

### Typologie
Au 1er janvier 2024, Sillans est catégorisée bourg rural, selon la nouvelle grille communale de densité à sept niveaux définie par l'Insee en 2022.
Elle est située hors unité urbaine. Par ailleurs la commune fait partie de l'aire d'attraction de Grenoble, dont elle est une commune de la couronne,. Cette aire, qui regroupe 204 communes, est catégorisée dans les aires de 700 000 habitants ou plus (hors Paris),.

### Occupation des sols
L'occupation des sols de la commune, telle qu'elle ressort de la base de données européenne d’occupation biophysique des sols Corine Land Cover (CLC), est marquée par l'importance des territoires agricoles (70,1 % en 2018), en diminution par rapport à 1990 (73,7 %). La répartition détaillée en 2018 est la suivante : 
terres arables (41,6 %), forêts (19,8 %), prairies (16,4 %), zones agricoles hétérogènes (9,9 %), zones urbanisées (8,1 %), cultures permanentes (2,2 %), mines, décharges et chantiers (2,1 %). L'évolution de l’occupation des sols de la commune et de ses infrastructures peut être observée sur les différentes représentations cartographiques du territoire : la carte de Cassini (XVIIIe siècle), la carte d'état-major (1820-1866) et les cartes ou photos aériennes de l'IGN pour la période actuelle (1950 à aujourd'hui).

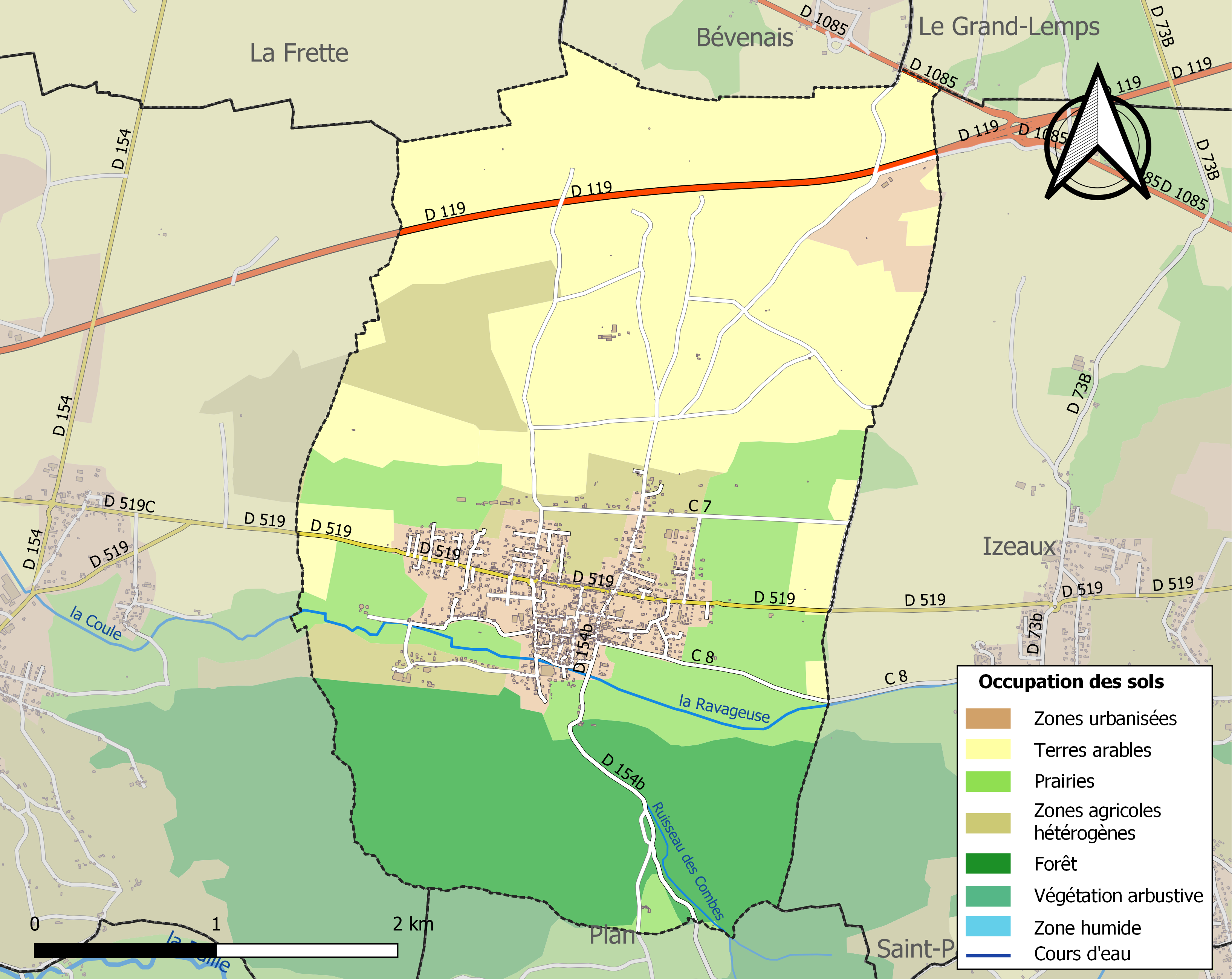
Carte des infrastructures et de l'occupation des sols de la commune en 2018 (CLC).

### Risques naturels et technologiques majeurs

#### Risques sismiques
L'ensemble du territoire de la commune du Sillans est situé en zone de sismicité no 3 (sur une échelle de 1 à 5), comme la plupart des communes de son secteur géographique, mais non loin de la zone no 4, située plus à l'est.
| Type de zone | Niveau            | Définitions (bâtiment à risque normal) |
| ------------ | ----------------- | -------------------------------------- |
| Zone 3       | Sismicité modérée | accélération = 1,1 m/s2                |

## Histoire

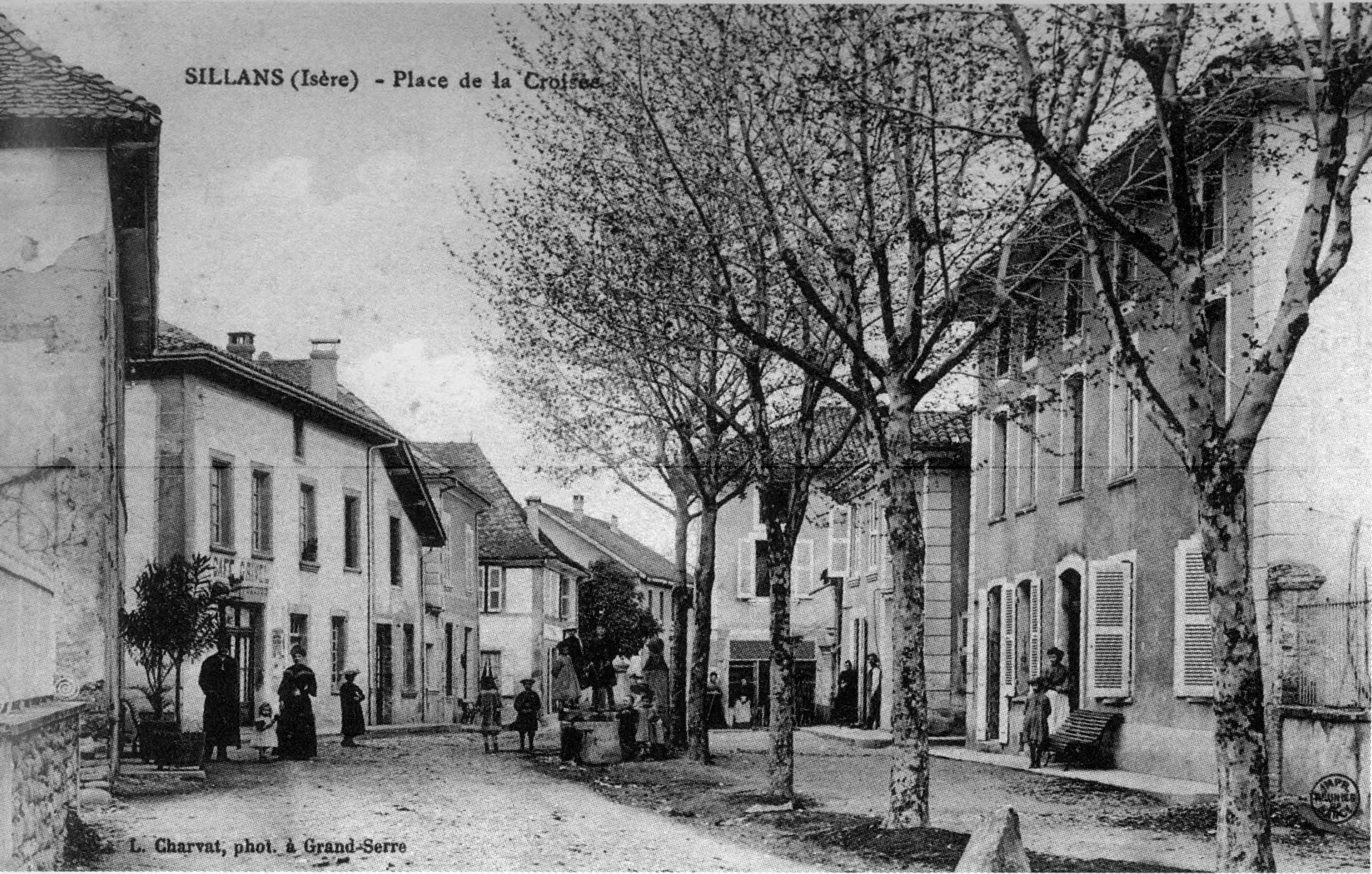
Place de la Croisée à Sillans en 1910

Autrefois recouvertes par les forêts, Sillans au même titre que la plaine de la Bièvre était le terrain de chasse de prédilection de la noblesse française[réf. nécessaire].
Ensuite pendant le Moyen Âge et jusqu'à la Révolution française, différentes seigneuries se disputèrent les terres agricoles de Sillans.

## Politique et administration

### Administration municipale
Le conseil municipal compte dix-sept membres dont un maire, cinq adjoints au maire et onze conseillers municipaux.

### Liste des maires
| Période                                  | Période  | Identité         | Étiquette | Qualité  |
| ---------------------------------------- | -------- | ---------------- | --------- | -------- |
| ?                                        | ?        | Lydie Torre      |           |          |
| ?                                        | 1981     | M. Petit         | DVD       |          |
| 1981                                     | 2024     | André Gay        |           | Retraité |
| 2024                                     | en cours | Véronique Martin |           |          |
| Les données manquantes sont à compléter. |          |                  |           |          |

## Population et société

### Démographie
L'évolution du nombre d'habitants est connue à travers les recensements de la population effectués dans la commune depuis 1793. Pour les communes de moins de 10 000 habitants, une enquête de recensement portant sur toute la population est réalisée tous les cinq ans, les populations de référence des années intermédiaires étant quant à elles estimées par interpolation ou extrapolation. Pour la commune, le premier recensement exhaustif entrant dans le cadre du nouveau dispositif a été réalisé en 2008.

En 2022, la commune comptait 1 923 habitants, en évolution de +1,37 % par rapport à 2016 (Isère : +3,07 %, France hors Mayotte : +2,11 %).
| 1793 | 1800 | 1806  | 1821  | 1831  | 1836  | 1841  | 1846  | 1851  |
| ---- | ---- | ----- | ----- | ----- | ----- | ----- | ----- | ----- |
| 872  | 896  | 1 057 | 1 108 | 1 147 | 1 085 | 1 079 | 1 158 | 1 175 |

| 1856  | 1861  | 1866  | 1872  | 1876  | 1881  | 1886  | 1891  | 1896  |
| ----- | ----- | ----- | ----- | ----- | ----- | ----- | ----- | ----- |
| 1 235 | 1 205 | 1 174 | 1 187 | 1 221 | 1 112 | 1 146 | 1 150 | 1 081 |

| 1901  | 1906 | 1911  | 1921 | 1926 | 1931 | 1936 | 1946 | 1954 |
| ----- | ---- | ----- | ---- | ---- | ---- | ---- | ---- | ---- |
| 1 042 | 975  | 1 012 | 840  | 846  | 836  | 821  | 798  | 864  |

| 1962 | 1968 | 1975  | 1982  | 1990  | 1999  | 2006  | 2008  | 2013  |
| ---- | ---- | ----- | ----- | ----- | ----- | ----- | ----- | ----- |
| 964  | 965  | 1 000 | 1 086 | 1 295 | 1 405 | 1 722 | 1 812 | 1 885 |

| 2018  | 2022  | - | - | - | - | - | - | - |
| ----- | ----- | - | - | - | - | - | - | - |
| 1 921 | 1 923 | - | - | - | - | - | - | - |

Le gain de population ces dernières années est dû à la péri-urbanisation Voironnaise et Grenobloise dont les agglomérations se rapprochent de plus en plus de Sillans.
Sillans fait partie de l'aire urbaine de Grenoble depuis 2010 : c'est-à-dire que plus de 40 % de sa population active travaille dans le pôle urbain grenoblois (celui-ci a fusionné avec Voiron, et s'étend désormais jusqu'à Beaucroissant)

### Enseignement
La commune est rattachée à l'académie de Grenoble.
Enseignement primaire
La commune gère l'école primaire publique qui occupe un bâtiment érigé en 1904. Elle comporte 8 classes et accueille environ 185 élèves, de la maternelle au CM2.
Enseignement secondaire
La commune est rattachée au secteur du collège Rose Valland situé sur la commune voisine de St Étienne de St Geoirs. Il propose entre autres, une LV2 Allemand dès le 6eme et une section Européenne Italien à partir de la 5eme. 
Sillans fait aussi partie du secteur du lycée Hector Berlioz à La Côte St André. Il propose entre autres, en plus des 7 spécialités communes à la plupart des lycées généraux, la spécialité Sciences de l’Ingénieur, une section Européen Anglais, une section Européen Italien, un Bac Français International Anglais-Italien, une préparation "Sciences Po".
Les deux sont desservis par les lignes de bus Cars Région CSA05 et T55. 
Petite enfance
La crèche "Pilotin", construite à côté de l'école primaire en 2003, est actuellement gérée par la communauté de communes Bièvre-Isère.

### Équipements sportifs
- Gymnase multi-sports aux dimensions d'un terrain de Hand-ball réglementaire.
- Terrain de rugby.
- Deux terrains de tennis.
- Deux terrains de padel.
- Un boulodrome couvert (Boules Lyonnaises).
- Des kilomètres de chemins VTT !

### Manifestations culturelles et festivités
Sillans comporte plus d'une vingtaine d'associations culturelles (atelier d'arts, ...) et sportives (handball, football, rugby à XV...).
- Foire annuelle le week-end de Pâques.
- Feu d'artifice et fête le 14 juillet.
- L'association "Bal des Art"[24] organise tous les ans en juin une journée "Sur le sentier des arts" (spectacles, concerts, expositions dans le vieux village) et des spectacles (concert, théâtre) tout au le long de l'année.
- Le "Sou des écoles" organise tous les ans sa kermesse en fin d'année scolaire.

### Médias
Historiquement, le quotidien à grand tirage Le Dauphiné libéré consacre, chaque jour, y compris le dimanche, dans son édition Isère-Nord, un ou plusieurs articles à l'actualité de la ville, ainsi que des informations sur les éventuelles manifestations locales, les travaux routiers, et autres événements divers à caractère local.
La commune est située sur l'aire de diffusion de radio Ici Isère, une radio publique qui émet sur tout le territoire du département de l'Isère.

### Cultes
L'église catholique de Sillans (St Joseph) est rattachée à la paroisse de St Paul de Toutes-Aures.

## Économie
La localité a connu ses heures de gloires dans les années 1960 et 1970 avec les usines de ski Dynamic et de chaussures Le Trappeur.
La crise dans les textiles, l'évolution des techniques nouvelles et la mutation de l'économie dans les années 1980 ont provoqué les départs successifs de ces entreprises.
Les grandes forêts ont été remplacées par l'agriculture au cours des siècles. Actuellement, l'agriculture, une usine de l'industrie plastique, artisans et commerçants constituent l'essentiel de l'économie locale.

## Culture locale et patrimoine

### Lieux et monuments
- Vestiges du château du XIIIe siècle au sud du village (Tour de Sillans) ; tour ronde et débris.
- Vestiges du château de Thivolière, du XIIe siècle, remanié aux XVIe et XIXe siècles, trois tours rondes et un reste de mur de rempart subsistent. Actuellement propriété privée[26].
- Église (Saint Joseph, patron de la paroisse)
- Le groupe scolaire et l'ancienne mairie, construit en 1904
- Le monument aux morts (soixante morts lors de la Première Guerre mondiale, cinq morts lors de la deuxième)

### Patrimoine naturel
- Trois étangs dans les bois au sud du village.

### Patrimoine culturel
- Centre de loisirs, géré par la communauté de communes Bièvre Isère
- Salle de fêtes

### Héraldique
|  | Sillans possède des armoiries dont l'origine et le blasonnement exact ne sont pas disponibles. |